# Araripina
Araripina è un comune del Brasile nello Stato del Pernambuco, parte della mesoregione del Sertão Pernambucano e della microregione di Araripina.
È il centro più importante del Pólo Gesseiro de Pernambuco, l'area del Pernambuco dalla quale si estrae il 95% del gesso brasiliano.